# Diego Lorenzi
Diego Lorenzi (Valdastico, Véneto; 14 de noviembre de 1939) es un sacerdote italiano. Fue el secretario privado del papa Juan Pablo I, desde que fue nombrado patriarca de Venecia hasta el final de su breve pontificado en 1978.

## Biografía
Nacido en Valdastico en 1939. Años más tarde durante su juventud entró en el seminario y en la Orden religiosa del santo italiano Luis Orione, siendo ordenado como sacerdote el día 20 de mayo de 1967.
Durante el paso del tiempo Diego Lorenzi, conoció al cardenal Albino Luciani (Juan Pablo I) durante la época en la que fue patriarca de Venecia nombrándolo como su secretario personal, hasta que Luciani llegó al pontificado el 26 de agosto de 1978 como Juan Pablo I, con lo cual Lorenzi pasó a ser el secretario personal del papa junto al irlandés John Magee.
Tras el fallecimiento de Juan Pablo I el día 28 de septiembre de 1978 fue elegido como nuevo sumo pontífice Juan Pablo II, y Lorenzi ocupó diversos cargos religiosos en otros países, siendo también misionero en Argentina y en su país natal Italia.
Actualmente Lorenzi reside en el Instituto Luis Orione de Erba en Lombardía.